# Девон, Лора

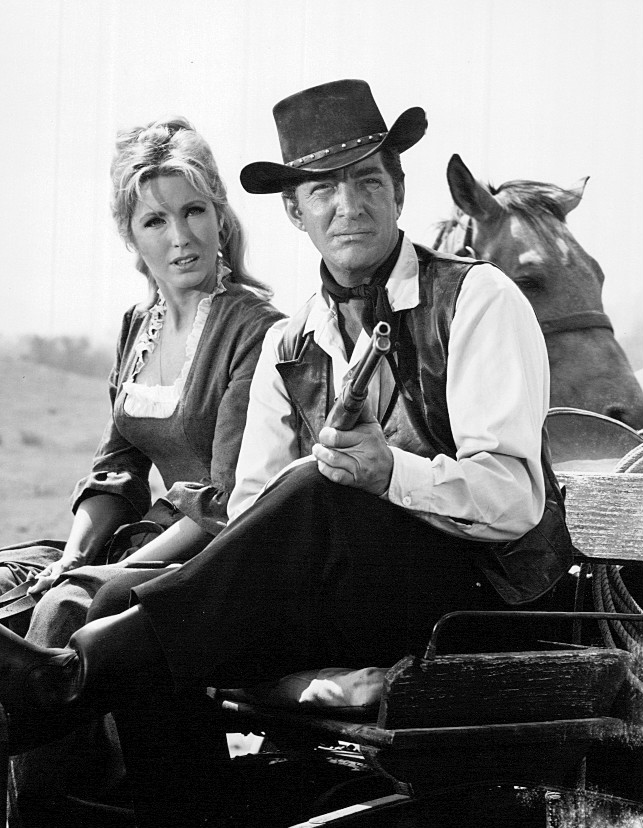
С Дином Мартином в сериале «Сыромятная плеть» (1964)

Лора Девон (англ. Laura Devon; 23 мая 1931, Чикаго, Иллинойс, США — 19 июля 2007, Беверли-Хиллз, Калифорния, США) — американская актриса кино и телевидения, также имела некоторую известность как певица, модель и актриса театра.

## Биография
Мэри Лу Брайли (настоящее имя актрисы) родилась 23 мая 1931 года в Чикаго (штат Иллинойс, США). Отец — Меррилл Девон, автомобильный инженер, мать звали Велма Пратер, она была голландкой. После окончания средней школы Левон поступила в Университет Уэйна и окончила его по специальности «Журналистика и политология».
C середины 1950-х до 1963 года играла в ряде спектаклей, преимущественно любительских. С 1960 по 1967 год снималась в кино и для телевидения. В начале 1960-х годов пела в заведении London Chop House в Детройте. В 1967 году вышел единственный профессиональный мини-альбом (виниловая пластинка) Девон: I Like the Look (сторона А) / Dreamsville (сторона В). Композитором к обеим выступил Генри Манчини, они прозвучали в фильме «Ганн» (1967) — последней ленте актрисы.
Лора Девон скончалась 19 июля 2007 года в городе Беверли-Хиллз (штат Калифорния) от сердечного приступа. Похоронена на Вествудском кладбище.

### Личная жизнь
Лора Девон была замужем четыре раза и четыре раза разводилась.
1. Питер Эндрю Косиба-мл. Брак заключён 4 августа 1950 года, развод 6 сентября 1951 года. Детей нет.
2. Клеланд Бойд Кларк. Брак заключён 25 декабря 1951 года, дата развода неизвестна (не ранее 1954, но до июня 1962). Сын — Кевин Жарр (1954—2011), стал известным сценаристом, актёром и кинопродюсером.
3. Брайан Келли (1931—2005), актёр кино и телевидения. Брак заключён 23 июня 1962 года, развод в 1966 году. Детей нет.
4. Морис Жарр (1924—2009), французский композитор, лауреат трёх премий «Оскар» (1963, 1966 и 1985), премии «Грэмми» (1967) и четырёх премий «Золотой глобус» (1966, 1985, 1989 и 1996) за музыку к фильмам. Брак заключён 30 декабря 1967 года, развод 14 марта 1984 года. Детей нет, но Жарр официально усыновил 13-летнего (на момент свадьбы) сына жены от второго брака и дал ему свою фамилию. Сама Девон в этом браке являлась мачехой композитора, мультиинструменталиста, одного из пионеров электронной музыки, автора и постановщика грандиозных музыкально-световых шоу Жана-Мишеля Жарра (род. 1948) и сценографистки Стефани Жарр[фр.] (род. 1965)[6].

## Театр
- середина 1950-х — Приятель / The Boy Friend (театр «Авангард» в Детройте)
- 1963 — Игрушки на чердаке[англ.] / Toys in the Attic (Летний театр Лагуна-Бич)

## Фильмография
За семь лет кинокарьеры (1960—1967) Лора Девон появилась в пяти кинофильмах и двадцати одном телесериале.
Широкий экран
- 1964 — Прощай, Чарли[англ.] / Goodbye Charlie — «Рыжая» Сартори
- 1965 — Красная линия 7000[англ.] / Red Line 7000 — Джули
- 1966 — Комната ужасов[англ.] / Chamber of Horrors — Мари Шамплейн
- 1967 — Соглашение со смертью[англ.] / A Covenant with Death — Розмари
- 1967 — Ганн[англ.] / Gunn — Эди Харт, лаунж-певица

Телевидение
- 1960 — Понимание[англ.] / Insight — Карен (в эпизоде Fisher of Men)
- 1962 — Новая порода[англ.] / The New Breed — Энн Феттерсон (в эпизоде Walk This Street Lightly)
- 1962 — Дикая страна[англ.] / Wide Country — Валери Мур (в эпизоде My Candle Burns at Both Ends)
- 1962—1963 — Шоссе 66[англ.] / Route 66 — разные роли (в 2 эпизодах[англ.])
- 1963 — Галантные мужчины[англ.] / The Gallant Men — лейтенант Диана Киркленд (в эпизоде Boast Not of Tomorrow)
- 1963 — Сумеречная зона / The Twilight Zone — Эллуин Гловер (в эпизоде Jess-Belle[англ.])
- 1963 — Стоуни Бёрк[англ.] / Stoney Burke — Стейси Морган (в эпизоде Forget No More)
- 1963 — Альфред Хичкок представляет / Alfred Hitchcock Presents — Китти Норрис (в эпизоде Death and the Joyful Woman[англ.])
- 1963 — Лейтенант[англ.] / The Lieutenant — Лейн Бишоп (в эпизоде A Very Private Affair)
- 1963—1964 — Шоу Ричарда Буна[англ.] / The Richard Boone Show — разные роли (в 11 эпизодах)[7]
- 1964 — Сыромятная плеть / Rawhide — Огаста Кэнлисс (в эпизоде Canliss[англ.])
- 1964 — Боб Хоуп представляет: Театр «Крайслер»[англ.] / Bob Hope Presents the Chrysler Theatre — Лора Мэкон (в эпизоде Clash of Cymbals)
- 1965 — Жулики[англ.] / The Rogues — Барбара Кайаста (в эпизоде Bow to a Master)
- 1965 — Я шпион[англ.] / I Spy — Татия (в эпизоде Tatia)
- 1965 — Доктор Килдейр[англ.] / Dr. Kildare — сестра Бенджамин (в 4 эпизодах[англ.])
- 1966 — Беглец / The Fugitive — Пенелопа Дюфор (в эпизоде The Chinese Sunset[англ.])
- 1966 — К.О.Т.[англ.] / T.H.E. Cat — Джерри Лорен (в эпизоде Payment Overdue)
- 1966 — Большая долина / The Big Valley — Сабрина (в эпизоде The Velvet Trap)
- 1967 — Захватчики[англ.] / The Invaders — Сьюзан Карвер (в эпизоде The Betrayed)
- 1967 — Голубая диадема[англ.] / Coronet Blue — Эйва Лу Спрингер (в эпизоде Where You from and What You Done?)